# يهوشوا برتونوف
يهوشوا برتونوف (بالعبرية: יהושע ברטונוב‏) (ولد في 16 مارس 1881 - ومات في عام 1971) ممثل مسرحي إسرائيلي.
حصل على جائزة إسرائيل في مجال المسرح في عام 1959.

## حياته
ولد بيرتونوف في 16 مارس 1881 في فيلنا (حاليا فيلنيوس في ليتوانيا)،   التي كانت حينها جزءا من الإمبراطورية الروسية. عمل في مسرح البلدية الروسي في فيلنا من عام 1905 إلى عام 1911. بعد أن لعب أدوارًا صغيرة في البداية، استدعي بشكل غير متوقع في وقت ما للعب دور «شماجا» في مسرحية ألكسندر أوستروفسكي «مذنب بلا ذنب»، ليحل محل ممثل أصيب بالمرض.وحقق نجاحا كبيراً لدرجة أنه أصبح من وقتها فصاعداً الممثل الكوميدي الرئيسي للفرقة.
ذهب للعمل ممثلا ومخرجا على المسرح الروسي في مدن أخرى. فعمل لفترة من الوقت مديراً مسرح الدولة الروسي في تفليس (حاليا تبليسي في جورجيا)، حيث قاد في نفس الوقت فرقة مسرحية من الهواة تقدم أعمالا باللغة اليديشية. 
وأسس فرقة مسرحية يهودية من الهواة قدمت عروضها على مسرح شالوم أليخيم في موسكو.
في عام 1912 وخلال عرض مشترك مع فرقة مسرحية روسية في بياليستوك، التقى برتونوف بناحوم زيماخ، المعروف فيما بعد باسم مؤسس مسرح هابيما باللغة العبرية.  أصبح برتونوف عضوًا في فرقة مسرحية عبرية للهواة كان زيماخ قد نظمها في بياليستوك في ذلك الوقت - وهو أحد مؤسسي ما أصبح فيما بعد مسرح هابيما. رتب زيماخ لعرض مسرحي لفرقته في المؤتمر الصهيوني الحادي عشر في فيينا في عام 1913، من أجل كسب الدعم لفكرته في إنشاء مسرح فني عبري، وكانت تلك المسرحية هي ترجمة عبرية لمسرحية تاريخية باللغة الروسية لأوسيب ديموف بعنوان «الجوال الأبدي». حفظ بيرتونوف دوره باللغة العبرية تحت إشراف زيماخ، وقام بدوره بتدريب الممثلين الآخرين باللغة العبرية.
بعد أن فشل العرض المسرحي في المؤتمر في جذب أو صنع جمهور كبير، أصبحت الفرقة بدون موارد مالية، وانسحب زيماخ بسبب المرض. أعاد شقيق برتونوف وزيماخ تنظيم الفرقة بعد عدة أسابيع، وبرعاية جمعية محبي اللغة العبرية، قاد الفرقة التي تم إحياؤها في جولة فنية مسرحية، وعرضوا مسرحية «الجوال الأدبي» في مدن مختلفة في الإمبراطورية الروسية، بما في ذلك مينسك، بوبرويسك، وفيلنا. وأصاب الإحباط الفرقة أيضًا بسبب سوء التنظيم، وتم حلها بعد بضعة أسابيع. بعد ما يقرب من عقد من الزمان، بعد أن نجح زيماخ في تأسيس فرقة هابيما في موسكو (في عام 1918)، تقدم برتونوف بطلب للانضمام إلى فرقة هابيما التي كانت مثالية ومتماسكة؛ وعارض بعض الأعضاء قبوله في البداية، بدافع الشك في أن مثل هذا الممثل المحترف الراسخ سيكون لديه الانفتاح والاستعداد للتجريب الذي يتطلبه العمل المسرحي من أعضائه، ولكن بدعم من زيماخ تم قبوله في عام 1922. وهاجر إلى فلسطين عام 1928 مع مسرح حبيمة.

## الجوائز والتكريم
- في عام 1959 حصل برتونوف على جائزة إسرائيل في المسرح.[9]
- سميت قاعة يرتونوف في مسرح هابيما باسمه.

## العائلة
ابنته ديفورا بيرتونوف راقصة ومصممة رقصات وحصلت على جائزة إسرائيل. وابنه سولومون برتونوف ممثل ومذيع.